# Sieben Türen
Sieben Türen – Bagatellen  ist ein Theaterstück von Botho Strauß.
Jan Maagaard, führte Regie bei der Uraufführung am 20. November 1988 im Stockholms Stadsteater. Die Erstaufführung im deutschsprachigen Raum fand am 12. Dezember des gleichen Jahres am Burgtheater Wien unter der Regie von Alexander Seer statt. Premiere des Stücks in Deutschland, inszeniert von Dieter Dorn, fand 1988 im Werkraumtheater der Münchner Kammerspiele statt.

## Inhalt
Es sind 11 kurze hintereinander folgende absurd-komische Szenen. „Die Szenen spielen vor einem Halbrund von Sieben Türen mit Milchglasscheiben in der oberen Füllung.“ (Botho Strauß zum Bühnenbild im Stück).
- Der Hausherr
- Heimkehr
- Ein Versehen
- Im Autosalon
- Zuflucht
- Die Wächter
- Ein Bote
- Der Selbstmörder und das Nichts
- Hochzeitsabend
- Idole
- Auf der langen Bank

Botho Strauß schrieb für die Stockholmer Fassung zwei weitere Szenen.
- Die Ledertasche
- Jeannine

## Ausgaben
- Botho Strauß: Besucher. Drei Stücke. Besucher. Die Zeit und das Zimmer. Sieben Türen. München: Hanser 1988. ISBN 3-44615257-1